# Kliny (powiat kępiński)
Kliny – wieś w Polsce położona w województwie wielkopolskim, w powiecie kępińskim, w gminie Kępno, ok. 2 km na północ od Kępna. Przez Kliny przebiega żółty szlak turystyczny oraz linia kolejowa Ostrów Wielkopolski–Kluczbork.

## Historia
W czasie okupacji niemieckiej mieszkająca we wsi rodzina Plewów udzieliła pomocy Żydówce, Ruth Pardess z d. Schwarz. W 1978 roku Instytut Jad Waszem podjął decyzję o przyznaniu Alojzemu Plewie tytułu Sprawiedliwego wśród Narodów Świata
W latach 1975–1998 miejscowość należała administracyjnie do województwa kaliskiego.